# Phare d'Olhörn
Le phare d'Olhörn (en allemand : Quermarkenfeuer Olhörn) est un phare actif situé sur l'île de Föhr (Arrondissement de Frise-du-Nord - Schleswig-Holstein), en Allemagne.
Il est géré par la WSV de Tönning .

## Histoire
Le phare  a été construit en 1952, au sud-est de l'île de Föhr. Il est situé dans le geest surplombant la plage sud de Wyk auf Föhr. Il remplace une ancienne balise datant de 1892. Le phare, automatisé dès sa mise en service, sert de guidage dans le chenal Norderaue entre les îles d'Amrum et Föhr et le port de Dagebüll.

## Description
Le phare  est une tour quadrangulaire en briques brunes de 8,6 m de haut, avec un balcon et une lanterne cylindrique. La tour est non peinte et la lanterne est blanche. Son feu à occultations et de secteurs émet, à une hauteur focale de 10 m, quatre éclats (blanc et rouge et vert, selon direction) par période de 15 secondes.
Sa portée est de 13 milles nautiques (environ 34 km) pour le feu blanc, 10 milles nautiques (environ 18.5 km) pour le rouge et 9 milles nautiques (environ 17 km) pour le feu vert.
Identifiant : ARLHS : FED-175 - Amirauté : B1704 - NGA : 10644.
|                      |
| Localisation de Föhr |

|          |
| Le phare |

|          |
| Le phare |

### Lien connexe
- Liste des phares en Allemagne